# Svarvartjärnen
Svarvartjärnen är en sjö i Smedjebackens kommun i Dalarna och ingår i Norrströms huvudavrinningsområde. Sjöns area är 0,02 kvadratkilometer och den befinner sig 250 meter över havet. Sjön hyser ett bestånd av småväxt abborre,  så kallade tusenbröder.